# Afonso Pedro de Bragança
Afonso de Bragança (Rio de Janeiro, 23 de fevereiro de 1845 — Rio de Janeiro, 11 de junho de 1847), foi o Príncipe Imperial e herdeiro aparente do Império do Brasil de seu nascimento até sua morte prematura. Era o filho primogênito do imperador Pedro II do Brasil, e da imperatriz consorte Teresa Cristina das Duas Sicílias e, portanto, membro do ramo brasileiro da Casa de Bragança.
Dom Afonso morreu em consequência de epilepsia aos dois anos de idade, arrasando o imperador. Após a subsequente perda de seu outro filho, Dom Pedro Afonso, as dúvidas sobre o futuro do sistema monárquico cresceram na mente de Dom Pedro II. Este ainda tinha uma herdeira em sua filha Dona Isabel, mas ele não estava convencido de que uma mulher viria a ser uma sucessão plenamente aceita pela classe política e pela opinião pública.

## Biografia

### Nascimento e infância
Afonso nasceu em 23 de fevereiro de 1845, no Palácio de São Cristóvão, na cidade do Rio de Janeiro, na época a capital do Brasil. Através de seu pai, o imperador Dom Pedro II do Brasil, era membro do ramo brasileiro da Casa de Bragança, tendo recebido o prefixo honorífico de Dom desde o nascimento. Dom Afonso era neto do imperador Dom Pedro I do Brasil, que também reinou brevemente em Portugal, como Pedro IV - e de sua esposa, a arquiduquesa Maria Leopoldina da Áustria, sendo assim sobrinho da rainha Dona Maria II de Portugal. Através de sua mãe, a princesa Teresa Cristina das Duas Sicílias, ele era neto do rei Francisco I e de sua esposa, a infanta Maria Isabel da Espanha, e sobrinho do rei Fernando II, ambos reis das Duas Sicílias.
Com o nascimento de seu filho, o inseguro e tímido imperador, que na época tinha 19 anos de idade, tornou-se mais maduro e resoluto. A chegada de Afonso também promoveu uma relação mais estreita e mais harmoniosa entre seus pais, que haviam se casado devido a um arranjo político.
Como era de costume dentro da Casa de Bragança, o nascimento de Dom Afonso foi um evento formal que contou com a presença da corte real. Dom Pedro II imediatamente apresentou o recém-nascido para a multidão reunida no palácio, anunciando: "Senhores, aqui está um príncipe a quem Deus..." —tomado pela emoção, o imperador não conseguiu terminar a frase. Luís Alves de Lima e Silva (então Barão e mais tarde Duque de Caxias) escreveu a seu pai: "Ninguém ficou mais feliz do que eu com a notícia [do nascimento do príncipe]".

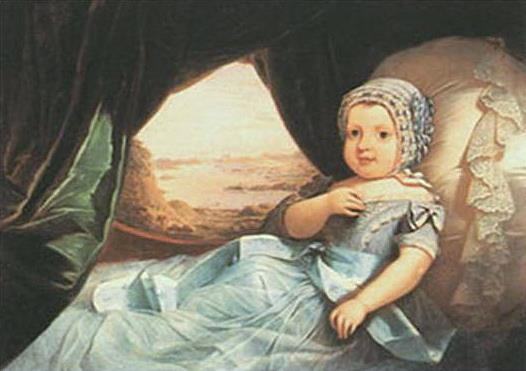
Retrato do príncipe Dom Afonso (Claude Joseph Barandier, c. 1845).

Dom Afonso era saudável e, na condição de primogênito varão de Dom Pedro II, era o herdeiro aparente ao trono, recebendo o título de Príncipe Imperial do Brasil. O jovem príncipe possuía traços semelhantes aos de seu pai, especialmente no tocante aos cabelos, olhos e no formato do rosto. Por causa de seu gênero e de sua posição de herdeiro, ele tornou-se o centro das atenções, particularmente para Dom Pedro II. Em uma carta escrita pelo imperador para sua irmã mais velha, a rainha Dona Maria II de Portugal, poucos meses depois do nascimento de seu segundo filho (uma menina que recebeu o nome de Isabel), ele demonstrou sua felicidade:

### Morte prematura

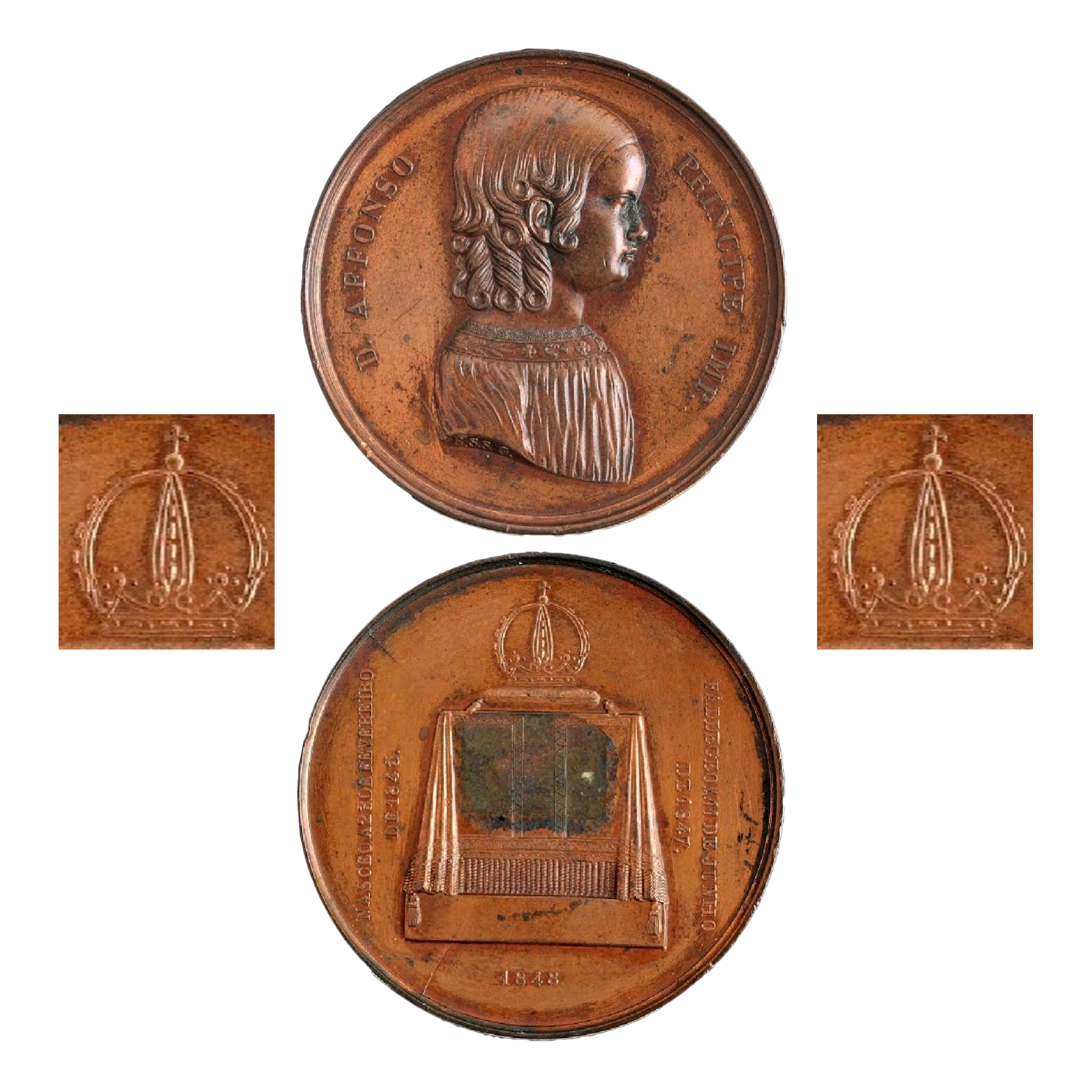
Medalha de 1848 sobre a morte do príncipe.

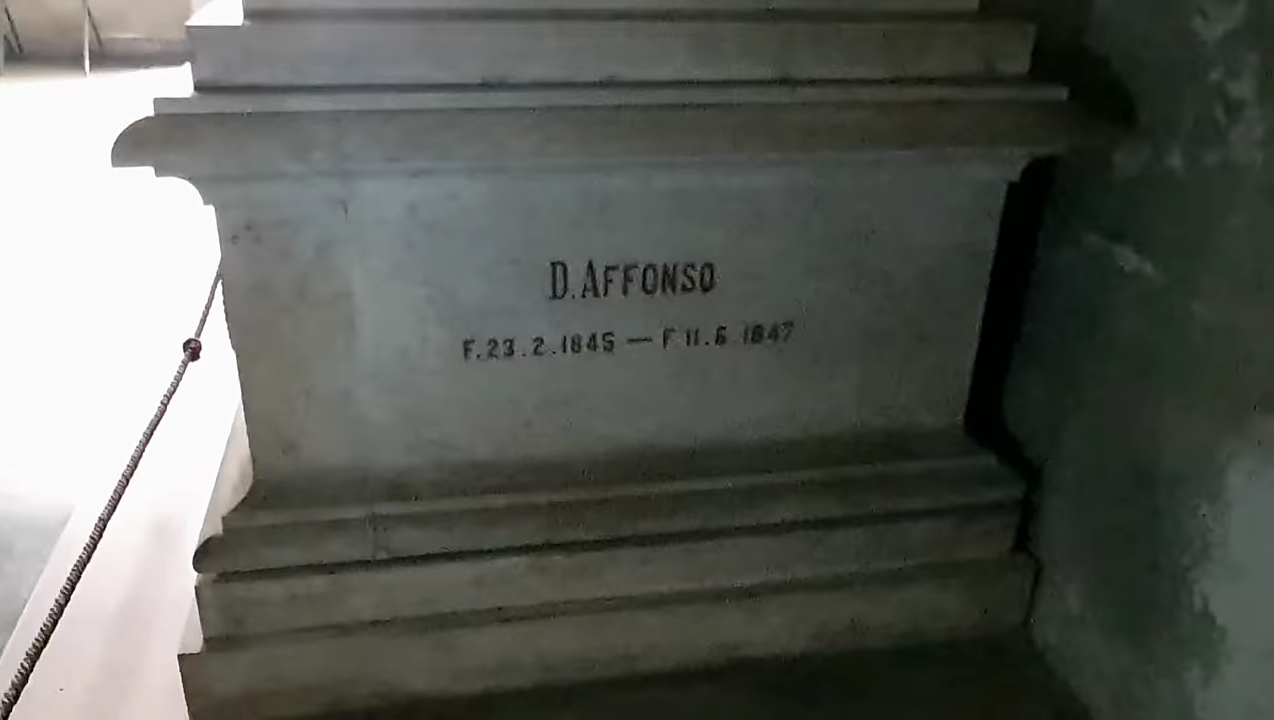
Túmulo de Dom Afonso no mausoléu do Convento de Santo Antônio.

No dia 11 de junho de 1847, o pequeno herdeiro estava brincando na biblioteca do palácio, quando subitamente começou a sofrer uma série de convulsões e faleceu prematuramente, com apenas dois anos, três meses e dezenove dias de idade. Sua morte revelou que Afonso sofria de epilepsia, assim como seu pai.

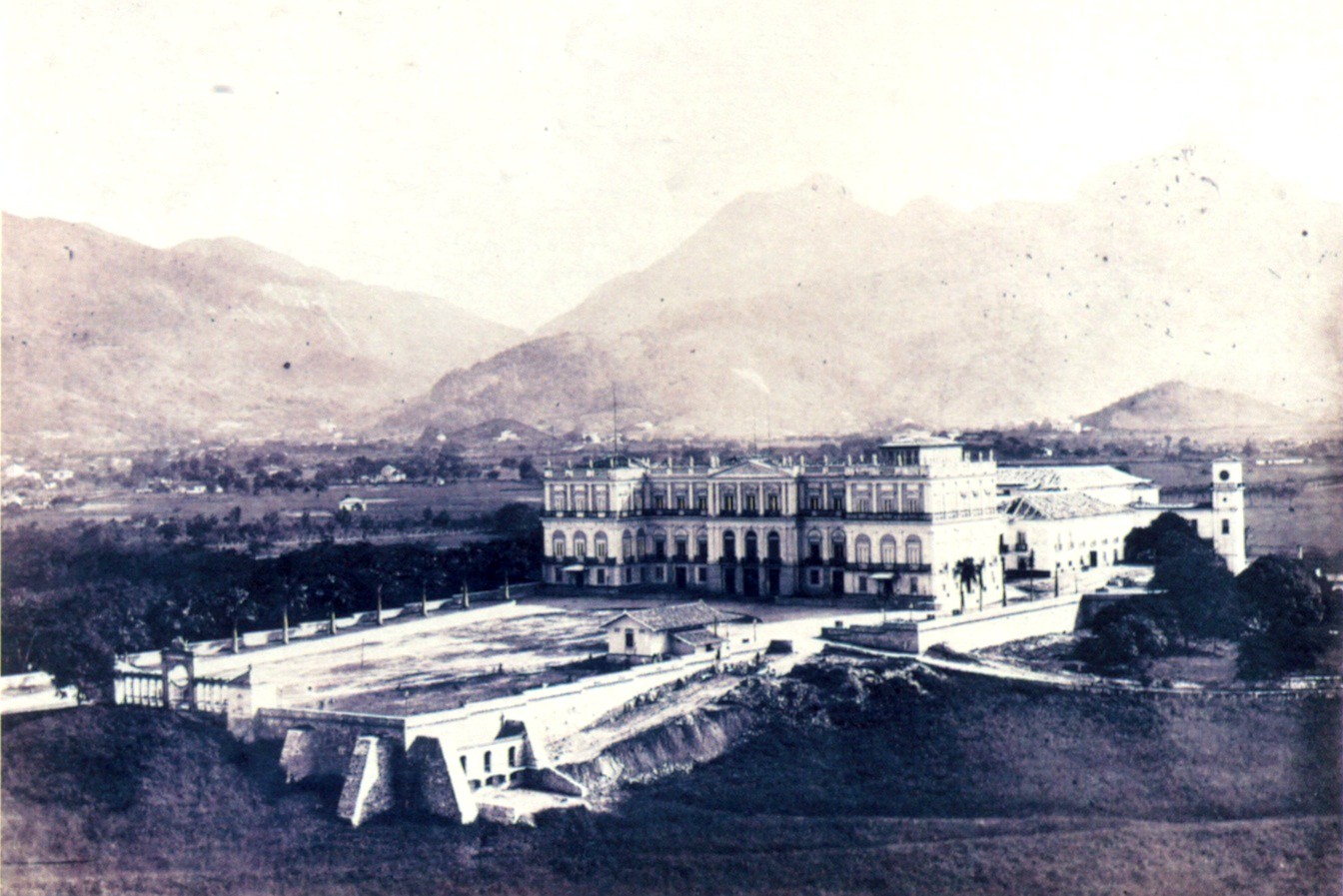
Palácio de São Cristóvão, onde Afonso viveu. Fotografia tirada em 1862, cerca de 15 anos após sua morte.

A dor do casal imperial foi enorme, havendo temor de que o choque emocional pudesse afetar a saúde de Dona Teresa Cristina, que no momento encontrava-se em sua terceira gravidez. Felizmente, a imperatriz deu à luz, no dia 13 de julho e sem maiores complicações, uma menina que foi batizada Leopoldina. O monarca registrou a morte do filho em carta datada de 11 de julho de 1847 e endereçada à imperatriz-viúva Dona Amélia de Leuchtenberg, sua madrasta: "Com a mais pungente dor, participo-lhe que meu caro Afonsinho, seu afilhado, morreu desgraçadamente de convulsões, que lhe duraram cinco horas sem interrupção, no dia 4 do [mês] passado, e que há poucos dias Isabelinha se achou no perigo d'um forte ataque de convulsões que muito me assustou".
Um grande funeral de Estado —não visto desde a morte da irmã de Dom Pedro II, a princesa Dona Paula Mariana, em 1833— foi realizado em homenagem ao príncipe às 7 horas, três dias depois de seu falecimento. Dom Afonso foi enterrado ao lado de outros membros da família imperial (entre os quais seus tios Dom João Carlos, Príncipe da Beira e o infante D. Miguel e sua tia Paula) no mausoléu do Convento de Santo Antônio, no Rio de Janeiro.

## Legado

Princesa Isabel presta juramento perante o Senado do Brasil como Regente do Império (Victor Meirelles, 1875). As mortes dos dois filhos de Dom Pedro II soaram como um presságio do fim da monarquia, já que este tinha pouca confiança na possibilidade de uma mulher governar o país.

A morte precoce do príncipe (e mais tarde a morte de seu irmão mais novo, Dom Pedro Afonso) teve um enorme impacto sobre Dom Pedro II: em um nível pessoal, como pai, e no Império. Na visão dele, as mortes de seus filhos apenas pareciam pressagiar o fim do sistema monárquico. Apesar de sua afeição por suas filhas, ele não acreditava que a princesa Isabel, sua herdeira legal, teria qualquer chance real de prosperar no trono. Ele acreditava que o seu sucessor precisava ser um homem para que a monarquia fosse viável. O monarca passou cada vez mais a enxergar o sistema imperial como inexoravelmente preso a si, que não sobreviveria a sua morte. Isabel e sua irmã receberam uma educação excepcional, apesar de não terem sido preparadas para governar sobre a nação. Dom Pedro II excluía deliberadamente Isabel da participação nos negócios e decisões de governo.
Pedro de Alcântara foi proclamado imperador em 23 de julho de 1840, aos quinze anos de idade, com o Decreto da Maioridade, que tornou o jovem herdeiro apto a assumir o trono brasileiro. Dom Pedro II iniciou se governo como uma figura que conseguiu manter a unidade de um reino que esteve à beira da desintegração durante o período regencial. Ele rapidamente amadureceu e conduziu o Império com sucesso por várias crises profundas. Na época da morte de Afonso, o país estava entrando em uma era sem precedentes de desenvolvimento, prosperidade e estabilidade econômica. Mesmo com os sucessos políticos do imperador, a falta de um herdeiro do sexo masculino levou-o a perder a motivação para promover o gabinete imperial como uma posição a ser exercida por seus descendentes. Pedro II afastou-se dos laços familiares e pessoais, focando em políticas que promoveram a modernização e o avanço social e, em 15 de novembro de 1889, foi deposto por um golpe de Estado que proclamou a República no Brasil.

## Títulos e honras

### Títulos e estilos
- 23 de fevereiro de 1845 – 11 de junho de 1847: Sua Alteza Imperial, o Príncipe Imperial[28]

### Honrarias
- Comendador-mor da Imperial Ordem de São Bento de Avis[29]
- Comendador-mor da Imperial Ordem de Sant'Iago da Espada[29]
- Comendador-mor da Ordem de Cristo[29]
- Grão-Cruz da Imperial Ordem de Pedro Primeiro[29]
- Grão-cruz e Grande Dignário da Imperial Ordem da Rosa[29]